# Rivière à Moïse
Rivière à Moïse är ett vattendrag i Kanada.   Det ligger i provinsen Québec, i den sydöstra delen av landet, 400 km nordost om huvudstaden Ottawa.
I omgivningarna runt Rivière à Moïse växer i huvudsak blandskog. Trakten runt Rivière à Moïse är nära nog obefolkad, med mindre än två invånare per kvadratkilometer.